# Station Osaka Uehommachi

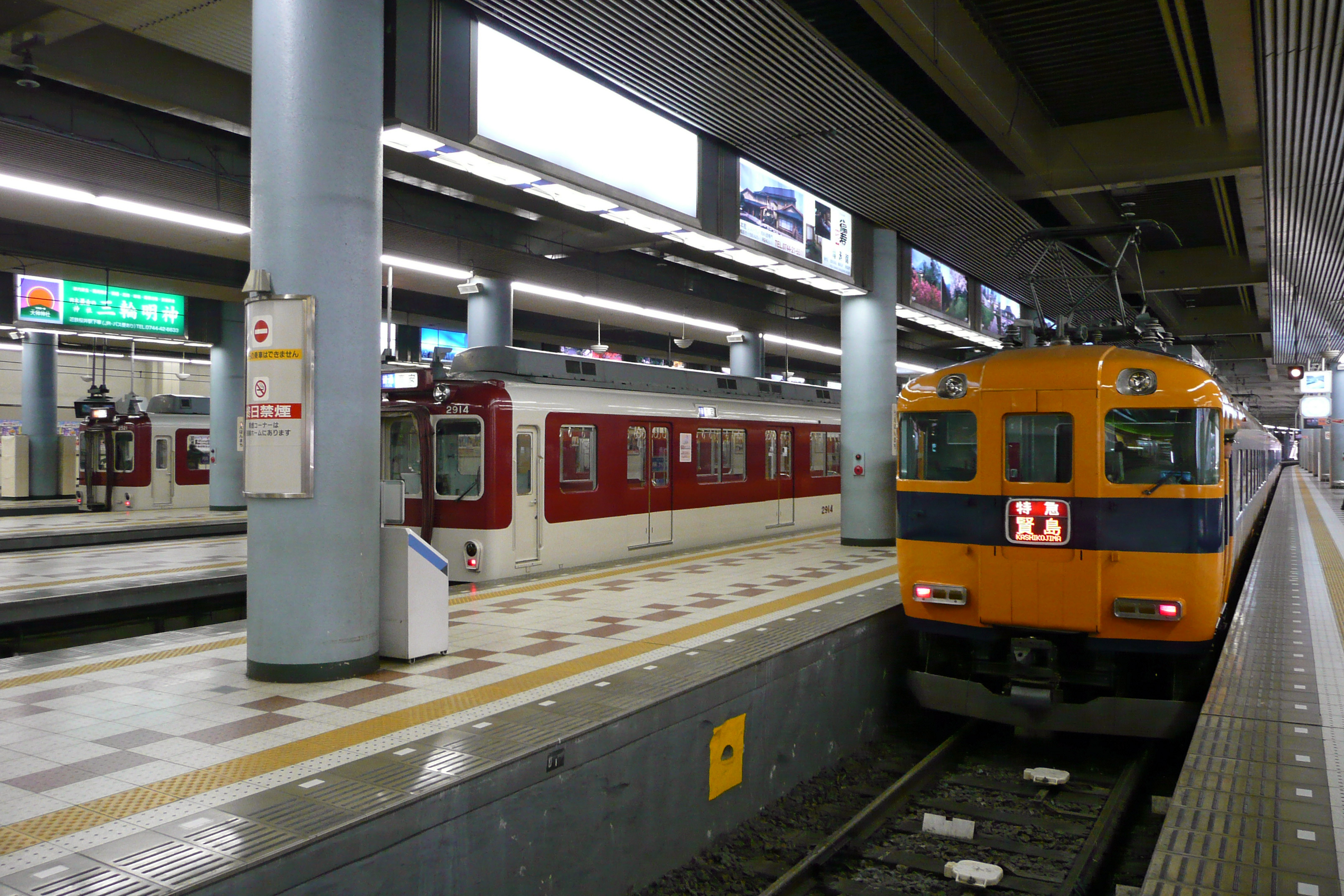
Het perron op het eerst niveau van Osaka Uehommachi

Station Osaka Uehommachi (大阪上本町駅, Osaka Uehommachi-eki) is een Spoorwegstation in de wijk Tennōji-ku in de Japanse stad Osaka. Het wordt aangedaan door de Osaka-lijn, Nara-lijn en Namba-lijn. Het station is het begin punt van de eerstgenoemde.
Daarnaast is het station verbonden met het Metrostation Tanimachi Kyuchome van de Metro van Osaka.

## Lijnen
- het station heeft drie niveaus, de eerst niveau heeft twee doorgaande sporen en de derde niveau heeft zeven kopsporen.

| derde niveau  |                        |                                                                         |
| 1             | ■ Intercity (Tokkyū)   | van Ōsaka Namba naar Nagoya, Kashikojima en Kintetsu Nara               |
| 1             | ■ Nara-lijn            | naar Higashi-Hanazono, Ikoma, Yamato-Saidaiji, Kintetsu Nara            |
| 2             | ■ Namba-lijn           | naar Ōsaka Namba, (Hanshin Namba Line) Amagasaki, Koshien, en Sannomiya |
| eerste niveau |                        |                                                                         |
| (3)           | alleen voor uitstappen |                                                                         |
| 3, 4          | ■ Osaka-lijn           | naar Yao, Kawachi-Kokubu, Yamato-Yagi, and Ise-Shima                    |
| (4, 5)        | alleen voor uitstappen |                                                                         |
| 5, 6          | ■ Osaka-lijn           | naar Yao, Kawachi-Kokubu, Yamato-Yagi, and Ise-Shima                    |
| (6, 7)        | alleen voor uitstappen |                                                                         |
| 7, 8          | ■ Osaka-lijn           | naar Yao, Kawachi-Kokubu, Yamato-Yagi, and Ise-Shima                    |
| 9             | ■ Intercity (Tokkyū)   | naar Ise-Shima and Nagoya (soms van spoor 6 of 7)                       |

## Geschiedenis
Het station werd geopend in 1914 toen de Nara-lijn werd geopend en heette toen Ueroku. Het station werd hernoemd tot Osaka Uehommachi in 2009, toen de treinen van Hanshin gingen door rijden naar Kintetsu Nara via de Nara-lijn.

## Overig openbaar vervoer
Bussen 18, 22, 62 en 73

## Stationsomgeving
Het station is een van de twee belangrijkste stations van Kintetsu en ligt in een van Osaka's belangrijke wijken (Tennoji-ku).

### Stationsomgeving
- Tanimachi Kyuchome voor de Metro van Osaka
- Hoofdkantoor van Kintetsu
- Kintetsu Department Store Uehommachi
- Uehommachi Yufura
  - Shinkabukiza
- Sheraton Miyako Hotel Osaka
- Uehommachi Hi-Hi Town
- Oaska Red Cross Hospital
- International House, Osaka
- Hotel Awina Osaka
- Uenomiya Junior/Senior High School
- Seifu Junior/Senior High School